# ROCK ON
『ROCK ON』（ロックオン）は、FM802とFM COCOLO（後者は2025年4月5日から）で放送されているラジオ番組。2012年4月から2017年9月までの正式タイトルは『802 MUSIC PLANET Venus ROCK ON』であった。

## 概要
FM802開局時から番組を持ち続ける伊藤政則がDJを務めるハードロック専門番組。当番組では20世紀最大の文化遺産であるも過言ではないロックの魅力について紹介する。
2012年3月に公式X（旧Twitter）アカウントが開設された。番組公式ハッシュタグは当初は「#802RockOn」であったが、その後は「#802RO」が使用されている。
2025年4月の改編より、1局2波体制であるFM802とFM COCOLOで同時放送を行う『FM802 & FM COCOLO DUAL MUSIC PROGRAM』としてFM COCOLOでも放送開始となった。

## DJ
- 伊藤政則

代演
- 大抜卓人（2022年10月22日[注 1]、2025年6月21日[注 2]）

## 放送時間
FM802
- 土曜 0:00 - 3:00（金曜深夜）（2009年4月4日 - ）

FM COCOLO
- 土曜 0:00 - 3:00（金曜深夜）（2025年4月5日 - ）

### 過去の放送時間
FM802
- 土曜 1:00 - 3:00（金曜深夜）（ - 2009年3月28日）